# فرودگاه شهری کادوورث
فرودگاه شهری کادوورث (به انگلیسی: Cudworth Municipal Airport) یک فرودگاه همگانی است . این فرودگاه در کشور کانادا قرار دارد و در ارتفاع ۵۷۲ متری از سطح دریا واقع شده‌است.